# Oswald Gette

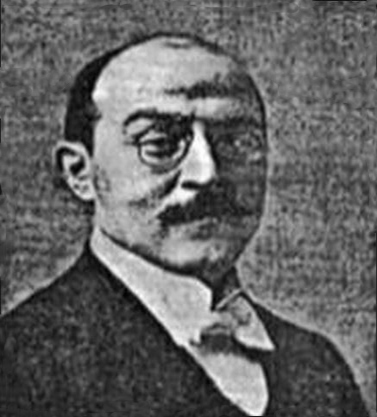
Porträt Oswald Gette, etwa 1912

Georg Emil Oswald Gette (* 30. Juni 1872 in Ruhland, Kreis Hoyerswerda; † 21. Januar 1941 in Berlin) war ein deutscher Landschaftsmaler.

## Leben

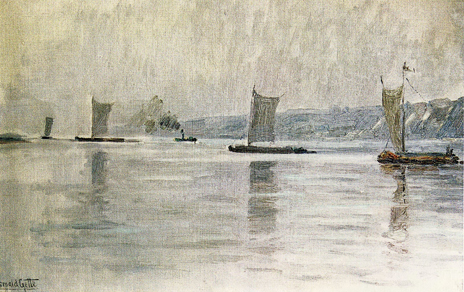
Weichselkähne bei Graudenz

Gettes Eltern lebten in Graudenz (jetzt Grudziądz, Polen), wo der Vater Regierungs- und Baurat war.  Mit 9 Jahren erkrankte er an Scharlach, in dessen Folge er vollständig ertaubt war. In Graudenz verbrachte Gette seine Jugend, und hier entstand seine Beziehung zu Westpreußen. Er studierte Malerei an der Königlichen Akademie der Künste in Berlin und wohnte im Stadtteil Friedenau. Seine Lehrer waren Hans Fredrik Gude, Walter Leistikow, Eugen Bracht, Karl Hagemeister und Albert Hertel. Seine ersten Werke waren auf der Großen Berliner Kunstausstellung 1894 ausgestellt. Seit 1905 nahm er regelmäßig mit Gemälden in Öl, Pastell, Tempera sowie mit Zeichnungen an Berliner Kunstausstellungen teil.
In Graudenz hielt er Landschaftseindrücke fest, malte aber auch andere Landschaften z. B. in der Mark Brandenburg, im Weserbergland und in Tirol. Ab Mitte der 1890er Jahre wurden seine Bilder heller. Ab 1907 wurden sie vom französischen Impressionismus beeinflusst.
Gettes Landschaftsbilder schmückten den Preußischen Landtag und die Rathäuser der Bezirke Schöneberg und  Wilmersdorf in Berlin. Diese Bilder sind jedoch verloren. Werke von ihm befinden sich in den Sammlungen des Westpreußischen Landesmuseums in Warendorf und des Museums in Grudziądz.
In der Zeit des Nationalsozialismus war Gette Mitglied der Reichskammer der bildenden Künste. Für diese Zeit ist seine Teilnahme an 6 Gruppenausstellungen sicher belegt, darunter 1938 und 1940  die Großen Deutschen Kunstausstellungen im Haus der Deutschen Kunst München.

## Werke (Auswahl)

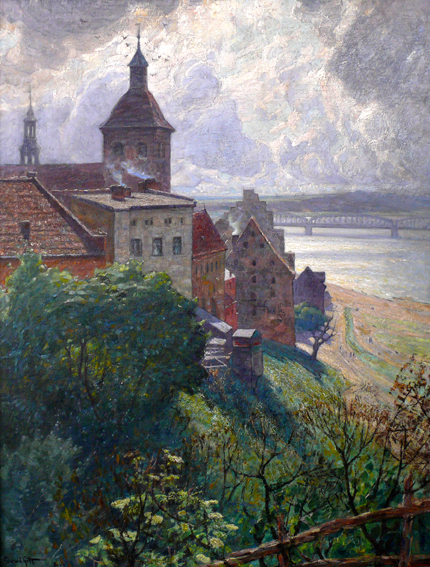
Blick über den Schlossberg auf Graudenz

- Frauen bei der Feldarbeit, 1894, Öl auf Karton, 27 × 42 cm
- Graudenz, 1904, Öl auf Leinwand/Pappe, 27 × 43 cm
- Weichselblick, 1905, Öl auf Leinwand/Pappe, 36,6 × 54,4 cm
- Kap Arkona auf Rügen, 1908, Öl auf Leinwand, 70 × 52 cm,
- Der Arkensee in Tirol, Öl auf Karton, 40,5 × 56 cm[8]
- Frühling auf dem Land, 1913, Öl auf Leinwand, 62,5 × 76 cm[9]
- Das alte Graudenz. Blick auf die Stadt vom gegenüberliegenden Ufer der Weichsel, Öl auf Leinwand
- Graudenz, Weichselufer mit Wehrspeicher, 1895, Aquarell auf Papier/Pappe, 26,5 × 36,2 cm
- Das alte Graudenz / Blick vom Schloßturm, 1909, Öl auf Leinwand, 138 × 106 cm
- Berlin-Friedenau Winterabend, 1910, Öl auf Leinwand, 49 cm × 59 cm[10]
- Steilküste bei Graudenz. Abend an der Weichsel, 1907, Öl auf Leinwand, 41,5 × 58 cm
- Weichselkähne bei Graudenz, vor 1920, Öl auf Leinwand, 32,5 × 50,5 cm
- Der Arkensee in Tirol, Öl auf Karton, 40,5 × 56 cm
- Herbstabend, Öl auf Leinwand, 101 × 60,5 cm
- Seerosen, Öl auf Stoff, (Hochformat, etwa 60 × 72 cm)[11]